# لجنة المساعدة الانتخابية
لجنة المساعدة الانتخابية ( إي أيه سي ) هي وكالة مستقلة تابعة لحكومة الولايات المتحدة تم إنشاؤها بموجب قانون مساعدة أمريكا على التصويت لعام 2002 (هافا). وتعمل اللجنة كمركز وطني لتبادل المعلومات ومصدر للمعلومات المتعلقة بإدارة الانتخابات. وهي مكلفة بإدارة المدفوعات للولايات وتطوير التوجيه لتلبية متطلبات هافا، واعتماد إرشادات نظام التصويت الطوعي، واعتماد مختبرات اختبار نظام التصويت والتصديق على معدات التصويت. وهي مكلفة أيضًا بتطوير وصيانة نموذج تسجيل الناخبين عبر البريد الوطني.

## أنظر أيضاً
- الباب 11 من قانون اللوائح الفيدرالية
- لجنة الانتخابات الفيدرالية
- اعتماد آلات التصويت
- آلة التصويت